# Góra podwodna

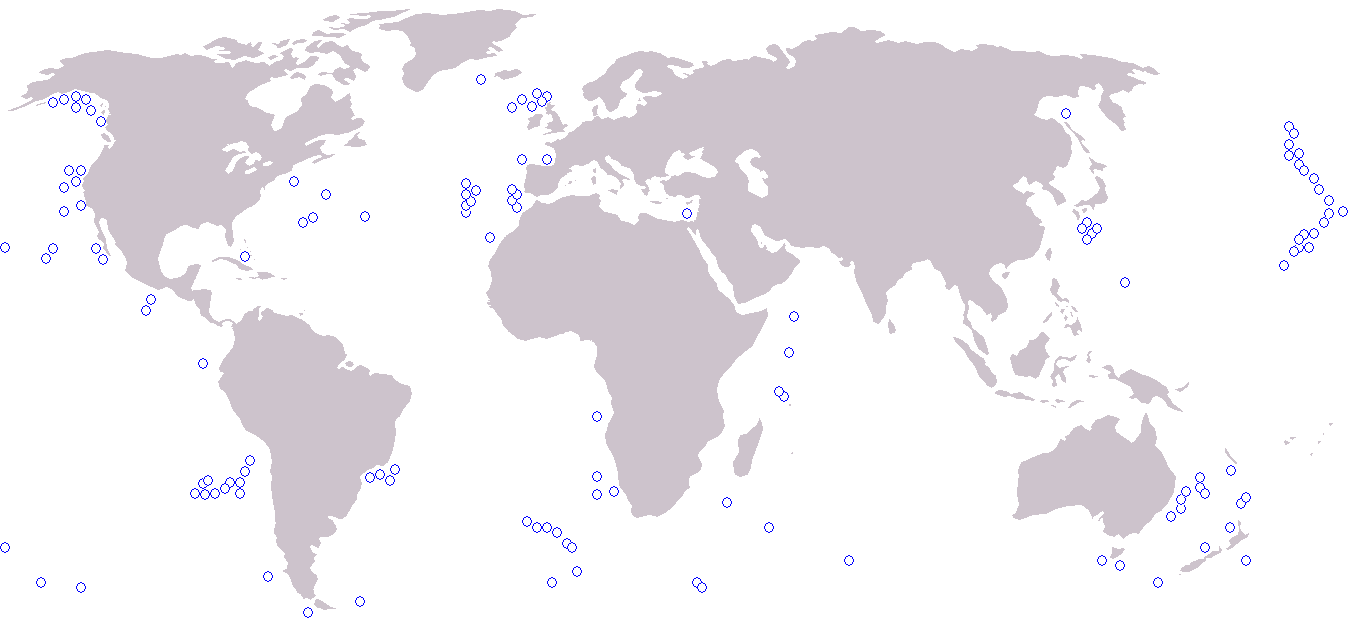
Położenie niektórych gór podwodnych

Góra podwodna, góra podmorska – forma ukształtowania dna morskiego; góra, której szczyt leży poniżej poziomu wody, a więc nie jest wyspą.
Zwykle są to wygasłe wulkany, które wznoszą się stromo z dna oceanu. Według definicji stosowanej przez oceanografów są to samodzielne obiekty, których wysokość od dna wynosi ponad 1000 m. Szczyty ich leżą więc zwykle od kilkuset do kilku tysięcy metrów pod powierzchnią wody. Ocenia się, że na Ziemi istnieje około 30 tys. takich gór. Tylko kilka z nich zostało dotychczas zbadanych.
Góry podwodne (wybrane)
- Masyw Tamu
- Kammu (jap. 桓武海山 Kanmu kaizan)
- Yūryaku (jap. 雄略海山 Yūryaku kaizan)
- Ōjin (jap. 応神海山 Ōjin kaizan)
- Nintoku (jap. 仁徳海山 Nintoku kaizan)
- Suiko (jap. 推古海山 Suiko kaizan)
- Meiji (jap. 明治海山 Meiji kaizan)[2]